# Akanthomyces gracilis
Akanthomyces gracilis är en svampart som beskrevs av Samson & H.C. Evans 1974. Akanthomyces gracilis ingår i släktet Akanthomyces och familjen Cordycipitaceae.   Inga underarter finns listade i Catalogue of Life.